# Follow (película de 2025)
Juego de seducción es una película de suspenso erótico mexicana dirigida por Gonzalo Tobal, con un guion escrito por Hipatia Argüero Mendoza y protagonizada por Diego Boneta, Alejandro Speitzer, Martha Higareda, Alberto Guerra, Stephanie Sigman y Ofelia Medina. 
La cinta estrenó en julio del 2025 a través de la plataforma Amazon Prime Video.
En desarrollo se llamaba Follow y se estrenó con el nombre definitivo Juego de seducción.

## Sinopsis
Sebastián (Boneta), es un tipo joven, guapo e increíblemente encantador, con un impecable sentido del estilo. Ha utilizado estas armas para convertirse en un maestro del timo, que se aprovecha de algunas de las mujeres más ricas y famosas de México. Junto a su fiel secuaz Maclo (Speitzer), Sebastián lleva a cabo sus planes con gran astucia. Antes de que pueda poner fin a su brillante carrera como estafador, Carolina (Higareda), una enigmática mujer se cruza en su camino. Cautivado por ella, Sebastián aparca sus planes de jubilación para llevar a cabo una última estafa.

## Reparto
- Diego Boneta como Sebastián [4]
- Martha Higareda como Carolina [4]
- Alejandro Speitzer como Maclo [4]
- Alberto Guerra[4]
- Stephanie Sigman[4]
- Ofelia Medina[4]
- Regina Nava[4]

## Producción

### Desarrollo
En enero de 2024 se anunció a través del portal Deadline Hollywood el comienzo de la producción de una nueva serie filmada en México y destinada a estrenarse en la plataforma Amazon Prime Video.

«Follow ha sido un proyecto apasionante y estoy impaciente por dar vida a este thriller sexual icónico. Como primera producción de Three Amigos Productions a través de nuestro acuerdo con Amazon, trabajar con todo el equipo de Amazon ha sido un placer absoluto. Hemos creado una familia increíble de personas con talento que han hecho posible esta película. Desde nuestra brillante guionista Hipatia Argüero, nuestros insustituibles socios productores Fred Berger y Julio Chavezmontes, hasta nuestro capitán y director Gonzalo Tobal. No puedo pensar en un mejor grupo de cineastas para tener en este proyecto»
dijo Boneta en un comunicado.

Higareda añadió: 

«Después de haber producido muchas películas de comedia, buscaba explorar un ángulo diferente en la narración que también puede ser muy atractivo para el público, mientras que profundiza en la sustancia, y confiamos en que Follow hará ambas cosas.»

Además de Diego, Berger y Kavanaugh-Jones, de Range Media Partners, producen Julio Chavezmontes y Gabriela Maire, de Piano. Higareda, Josh Glick y Natalia Boneta ejercerán de productores ejecutivos. Gonzalo Tobal fungió como el director de la película.

### Elenco
A inicios de 2024 se anunció a Diego Boneta como el protagonista de la película, junto a Martha Higareda, ambos fungiendo como productores. Alejandro Speitzer, Alberto Guerra, Stephanie Sigman, Regina Nava y Ofelia Medina también se unieron al proyecto. La elección del elenco estuvo a cargo de Luis Rosales.

### Rodaje
Las filmaciones iniciaron a finales de enero de 2024 y tuvieron lugar en la Ciudad de México.